# Herbord von Raven
Herbord, vielleicht Herbord von Raven (* unbekannt; † vor 1287), war erster Stadtschulze von Neubrandenburg.
Herbord (früher falsch latinisiert: Alborus), Ritter und Lehnsmann des Markgrafen Johann I. von Brandenburg, tritt erstmals in die schriftliche Überlieferung ein, als der Markgraf am 4. Januar 1248 in Spandau den Stiftungsbrief für die Stadt Neubrandenburg ausstellte und Nos Herbordo zum Lokator bestellte, der mit besonderen Privilegien ausgestattet erster Schulze der neu gegründeten Stadt wurde.
Nach einer unsicheren Überlieferung von 1602 soll er dem uradligen Geschlecht Raven angehört haben. Sein Name ist seither als Herbord von Raven in die Stadtgeschichte eingeführt.
Das Neubrandenburger Stadtschulzenamt wurde nach seinem vor 1287 erfolgten Tod noch einige Zeit unter seinen Nachkommen vererbt. Das (vermeintliche) Wohnhaus im ältesten Teil der Stadt (Friedländer Straße) wurde später als St. Nikolaikirche genutzt und verfiel nach dem Dreißigjährigen Krieg. Bei Erdarbeiten an der überlieferten Stelle im Zuge des Wiederaufbaus traten 1954 Gebeine und Fundstücke auf, die örtliche Beteiligte nach Rücksprache mit Nachfahren als das Grab von Herbord und seiner Frau deuteten.
Die angebliche Verbindung des Lokators zur Ravensburg bei Neubrandenburg, einer Niederungsburg aus slawischer Zeit, ist eine Legende aus späterer Zeit.

## Nachweise
1. ↑  civitatem nostram Brandenborg novam – zu deutsch: Unserer neuen Stadt Brandenburg
2. ↑  Gottlob von Hacke: Geschichte der Vorderstadt Neubrandenburg. Band I: Vom Jahr 1248 bis 1711. Neubrandenburg 1783, S. 2
3. ↑  Er wird folgerichtig auch in familienkundlichen Unterlagen zu jenem Adelsgeschlecht behandelt. Eine genealogische Einordnung war aber auch dort nicht möglich.
4. ↑  der Steinmetz und Heimatkundler Richard Dassow und der Architekt und Denkmalpfleger Erich Brückner
5. ↑  Eine Dokumentation des Fundes unterblieb. Die Fundstücke sind verschollen.